# Juchitepec de Mariano Riva Palacio
Juchitepec de Mariano Riva Palacio är en stad och administrativ huvudort i kommunen Juchitepec i delstaten Mexiko i Mexiko. Juchitepec de Mariano Riva Palacio hade 17 736 invånare vid folkräkningen år 2020.